# Lütge Land
Lütge Land was een attractiepark in het dorp Altfunnixsiel (nabij Funnix), in de Duitse deelstaat Nedersaksen. Het attractiepark telde 14 attracties, waaronder 1 achtbaan en een aantal speeltuinen.

## Attracties
- Luna-Loop
- Kinder Karussell
- Baby-Flug
- Modellboote
- Skydive
- Parkeisenbahn (rondrit door park)
- Komet
- Wildwasser-Ski-Rondell
- Schmetterling (achtbaan)
- Nautic-Jet
- Gokarts
- Power - Paddler

Het park is in 2014 opgeheven en ontmanteld.